# Gau Mainfranken
Il Gau Mainfranken, fondato come Gau Unterfranken il 1º marzo 1929 e rinominato Gau Mainfranken il 30 luglio 1935, fu una divisione amministrativa della Germania nazista nella Bassa Franconia, in Baviera, dal 1933 al 1945. Prima di allora, dal 1929 al 1933, fu la suddivisione regionale del partito nazista in quella zona.

## Storia
Il sistema di Gau (plurale Gaue) fu originariamente istituito in una conferenza del partito il 22 maggio 1926, al fine di migliorare l'amministrazione della struttura del partito. Dal 1933 in poi, dopo la presa del potere nazista, i Gaue sostituirono sempre più gli stati tedeschi come suddivisioni amministrative in Germania.
Alla testa di ogni Gau si trovava un Gauleiter, una posizione che divenne sempre più potente, soprattutto dopo lo scoppio della seconda guerra mondiale. I Gauleiter locali erano incaricati della propaganda e della sorveglianza e, dal settembre 1944 in poi, del Volkssturm e della difesa del Gau.
La carica di Gauleiter nel Gau Mainfranken fu detenuta da Otto Hellmuth per tutta la durata dell'esistenza del Gau, con Ludwig Pösl (1931-37) e Wilhelm Kühnreich (1937-45) nel ruolo di vice-Gaulaiter.

## Gauleiter
I Gauleiter del Gau Mainfrankenː
- Otto Hellmuth - dal 3 settembre 1928 ad aprile 1945.